# 平尾浩三
平尾 浩三（ひらお こうぞう、1934年 - 2024年3月3日 ）は、日本のドイツ語・ドイツ文学者。東京大学名誉教授、日本橋学館大学名誉教授。専門は中高ドイツ語・ドイツ中世文学。

## 来歴
神戸市生まれ。甲南高等学校を経て1957年東京大学教養学部教養学科ドイツ分科卒業。西ドイツに渡り、フライブルク大学非常勤講師、中央大学専任講師、同助教授を経て、1969年東京大学教養学部助教授、1985年教授。この間、ハンブルク大学、フライブルク大学にて在外研究。1989年定年退官、名誉教授、慶應義塾大学独文科教授、2000年から2005年まで日本橋学館大学教授。
NHKラジオ第2放送ドイツ語講座講師、日本独文学会理事長、日本学術振興会日独科学協力事業委員会委員、財団法人ドイツ語学文学振興会理事長、千葉県日独協会会長等を歴任。 
1982年ハルトマン・フォン・アウエ『ハルトマン作品集』の共訳により第19回日本翻訳文化賞受賞、1991年ザイフリート・ヘルブリング『中世ウィーンの覇者と騎士たち』の翻訳により第28回日本翻訳文化賞受賞、2004年第1回日本独文学会賞受賞。
2005年、ドイツ連邦共和国功労勲章一等功労十字章受章。

## 著書

### 翻訳書
- G.ビュルガー『空想男爵の冒険』少年少女世界の文学　河出書房、1966
- ハインリヒ・プレティヒャ『中世への旅 騎士と城』白水社、1982　のち白水Uブックス
- ハルトマン・フォン・アウエ『ハルトマン作品集』中島悠爾 相良守峯 リンケ珠子共訳　郁文堂、1982
- コンラート・フォン・ヴュルツブルク(en:Konrad von Würzburg)『コンラート作品選』郁文堂、1984
- ザイフリート・ヘルブリング(de:Seifried Helbling)『中世ウィーンの覇者と騎士たち』郁文堂、1990
- ヨアヒム・ブムケ(de:Joachim Bumke)『中世の騎士文化』白水社、1995
- ルードルフ・フォン・エムス(en:Rudolf von Ems)『善人ゲールハルト 王侯・騎士たち・市民たち』慶應義塾大学出版会、2005
- ウルリヒ・フォン ツァツィクホーフェン『湖の騎士ランツェレト』同学社、2010
- フリードリヒ・デュレンマット『判事と死刑執行人』同学社 2012.5
- フリードリヒ・デュレンマット『疑惑』 同学社 2013.11
- フリードリヒ・デュレンマット『約束 : 推理小説に捧げる鎮魂歌』同学社 2016.3

### 共著
- ミヒャエル・ミュンツァー『新ドイツ語入門』白水社、1976
- Christian Steinbach『文法読本　ウィーンの学生生活から』郁文堂、1985
- 中島悠爾、朝倉巧『初心者のためのトレーニングドイツ語』、1994
- 中島悠爾、朝倉巧『練習中心初級ドイツ文法』白水社、2002
- 中島悠爾、朝倉巧『必携ドイツ文法総まとめ』白水社、改訂版、2003
- 内藤文子『生まれて初めてのドイツ語』白水社 2004
- 藁谷郁美『初級ドイツ語』 改訂版 第三書房 2008

## 論文
- <平尾浩三